# Chrámec
Chrámec, ungarisch Harmac (bis 1948 slowakisch „Hrmavec“) ist eine Gemeinde in der südlichen Mittelslowakei mit 461 Einwohnern (Stand 31. Dezember 2024), die im Okres Rimavská Sobota, einem Kreis des Banskobystrický kraj, liegt und zur traditionellen Landschaft Gemer gehört.

## Geographie
Die Gemeinde befindet sich am Übergang vom Bergland Cerová vrchovina in den Talkessel Rimavská kotlina (innerhalb der größeren Einheit Juhoslovenská kotlina), am Bach Chrámecký potok im Einzugsgebiet der Rimava. Das Ortszentrum liegt auf einer Höhe von 185 m n.m. und ist 21 Kilometer von Rimavská Sobota entfernt.
Nachbargemeinden sind Martinová im Norden, Rimavská Seč im Norden und Nordosten, Janice im Osten und Südosten, Hangony (H) im Süden, Drňa im Westen sowie Šimonovce und Dubovec im Nordwesten.

## Geschichte
Chrámec wurde zum ersten Mal 1246 als Hajamuch schriftlich erwähnt, weitere historische Bezeichnungen sind unter anderen Harmach (1294), Harmath (1348), Harmatz (1808). Auf dem Gemeindegebiet gab es drei Burgen: Pohanský hrad, Birin und Michal. Auf der Burg Birin war im 15. und 16. Jahrhundert ein Paulinerkloster untergebracht. Ab dem 15. Jahrhundert war das Dorf Besitz des Landadels. 1566 wurde der Ort von den Türken verwüstet. 1828 zählte man 73 Häuser und 618 Einwohner, die als Landwirte beschäftigt waren.
Bis 1918/19 gehörte der im Komitat Gemer und Kleinhont liegende Ort zum Königreich Ungarn und kam danach zur Tschechoslowakei beziehungsweise heute Slowakei. Auf Grund des Ersten Wiener Schiedsspruchs lag er von 1938 bis 1944 noch einmal in Ungarn.

## Bevölkerung
| Jahr                | 1994 | 2004 | 2014     | 2024    |
| ------------------- | ---- | ---- | -------- | ------- |
| Anzahl der Personen | 380  | 399  | 441      | 461     |
| Unterschied         |      | +5 % | +10,52 % | +4,53 % |

| Jahr                | 2023 | 2024    |
| ------------------- | ---- | ------- |
| Anzahl der Personen | 455  | 461     |
| Unterschied         |      | +1,31 % |

Gemäß der Volkszählung 2011 wohnten in Chrámec 418 Einwohner, davon 153 Magyaren, 103 Roma, 56 Slowaken, sieben Tschechen und ein Mährer. 10 Einwohner machten keine Angabe zur Ethnie.
180 Einwohner bekannten sich zur römisch-katholischen Kirche, 144 Einwohner zur reformierten Kirche, 10 Einwohner zur Evangelischen Kirche A. B. und ein Einwohner zu den Zeugen Jehovas. 70 Einwohner waren konfessionslos und bei 13 Einwohnern wurde die Konfession nicht ermittelt.

## Baudenkmäler
- reformierte Kirche im klassizistischen Stil aus dem Jahr 1802, die durch den Umbau der älteren gotischen Kirche entstand[6]